# 梯罗明罗
梯罗明罗（發音：[tʰílò mɪ́ɴlò]），旧译醯路彌路
，又譯赫掉盧敏盧，本名齊耶帝因迦（Zeyatheinhka），也稱難曇摩耶（Nantaungmya）。緬甸蒲甘王朝君主，他於1211年至1235年統治緬甸。他是前任國王那腊勃底西都的幼子。
那腊勃底西都晚年手部患有疽瘡，幼子齊耶帝因迦的母親常隨侍在側，親吮膿瘡，那腊勃底西都非常感動。那腊勃底西都以白傘占卜，結果認為齊耶帝因迦適合為王，故立其為王儲。齊耶帝因迦後來被稱為梯罗明罗，梯罗明罗即是「傘定之君」的意思。另一稱號難曇摩耶意為「虔誠祈求王位」，因為他母親常如此祈求而得名。
梯罗明罗虔誠於佛事，很少親自處理政事。國事大多由他的四個兄長與大臣們集議決策，緬甸樞密院（Hluttaw）大致於此時期初現雛形。梯罗明罗完成了父王的喬忉波陵寺，仿印度菩提伽耶的摩訶菩提寺建造了緬甸的摩訶菩提寺，此外他還為自己造了梯罗明罗寺。

## 圖片

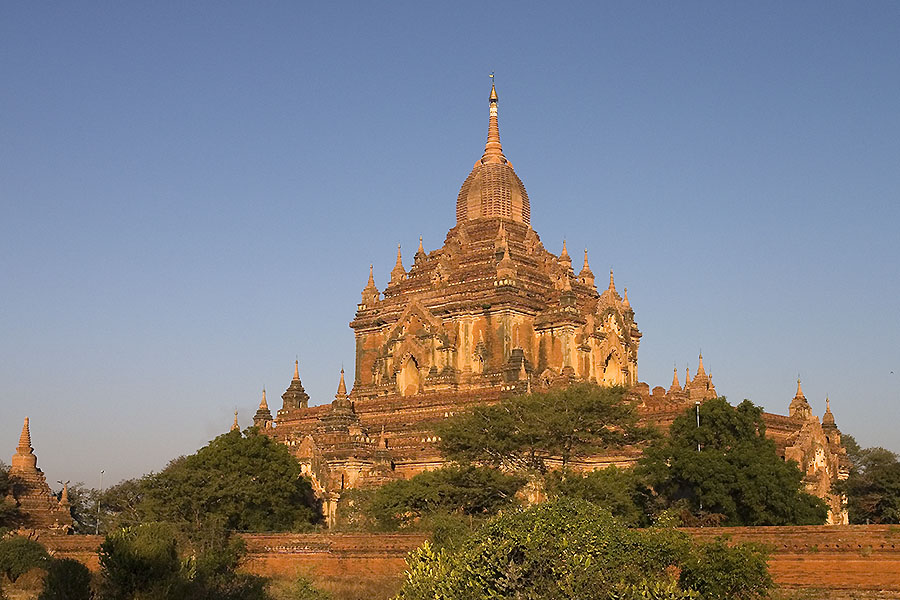
梯罗明罗寺（英语：Htilominlo Temple）
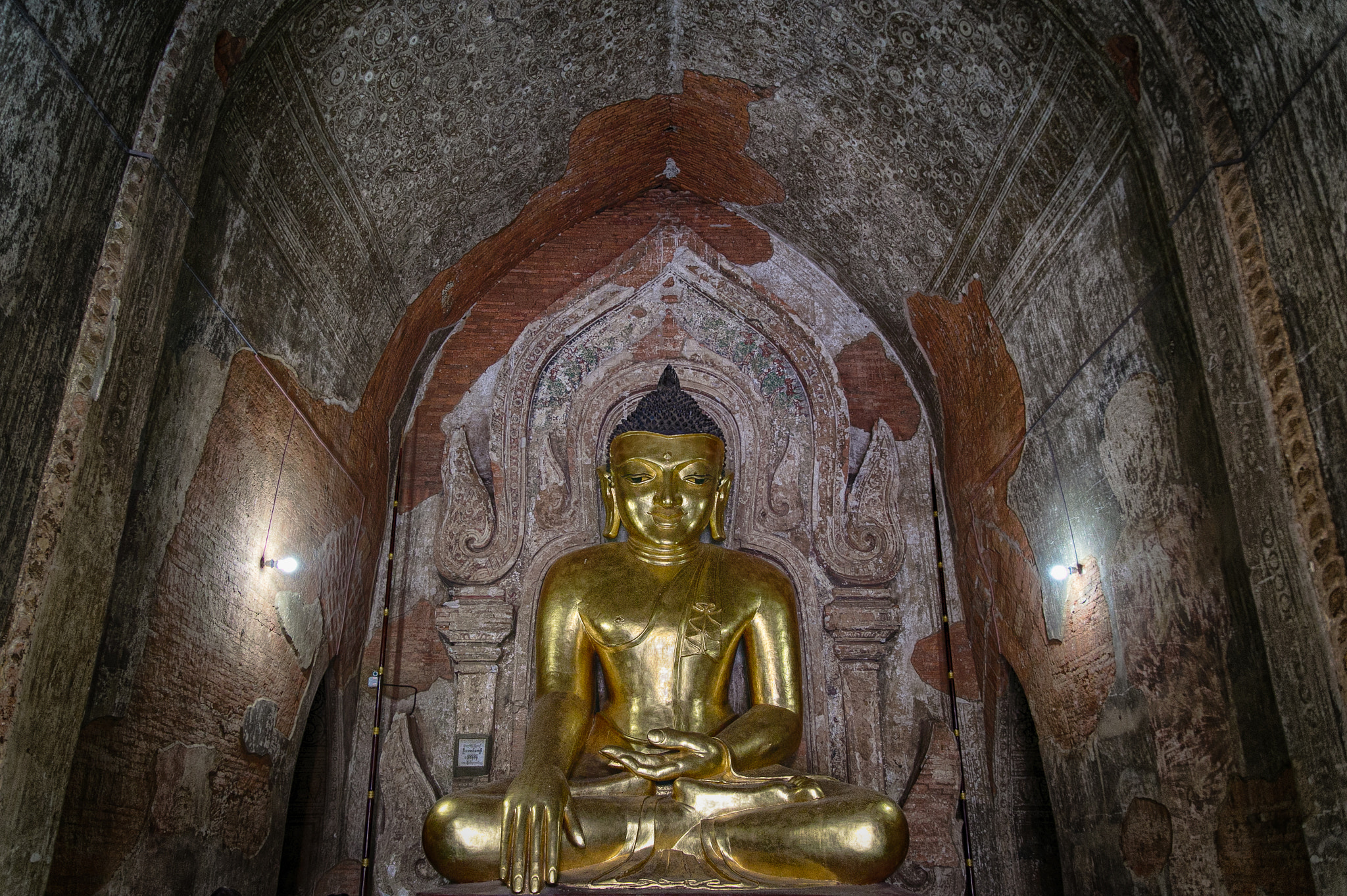
梯罗明罗寺佛像
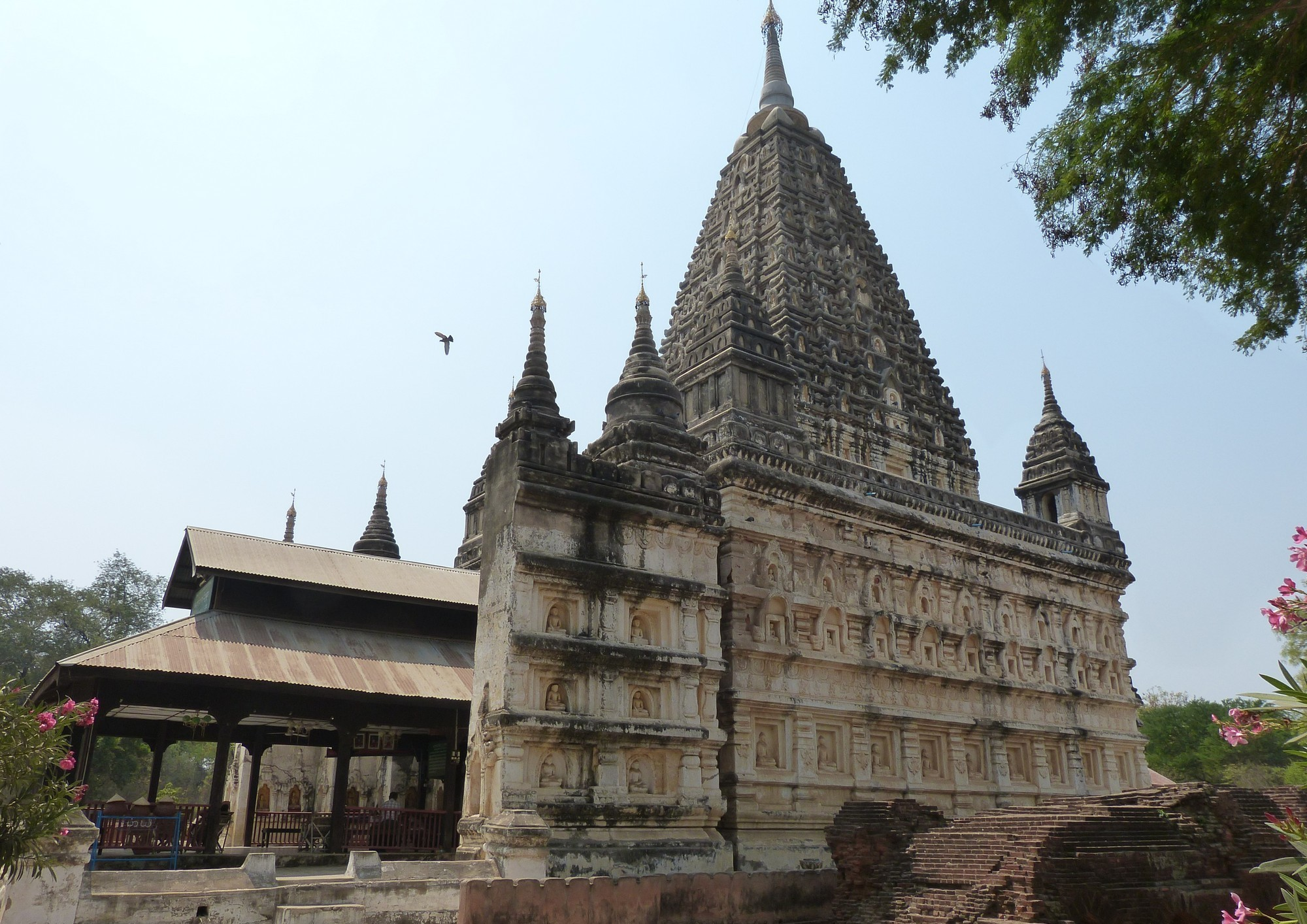
緬甸的摩訶菩提寺
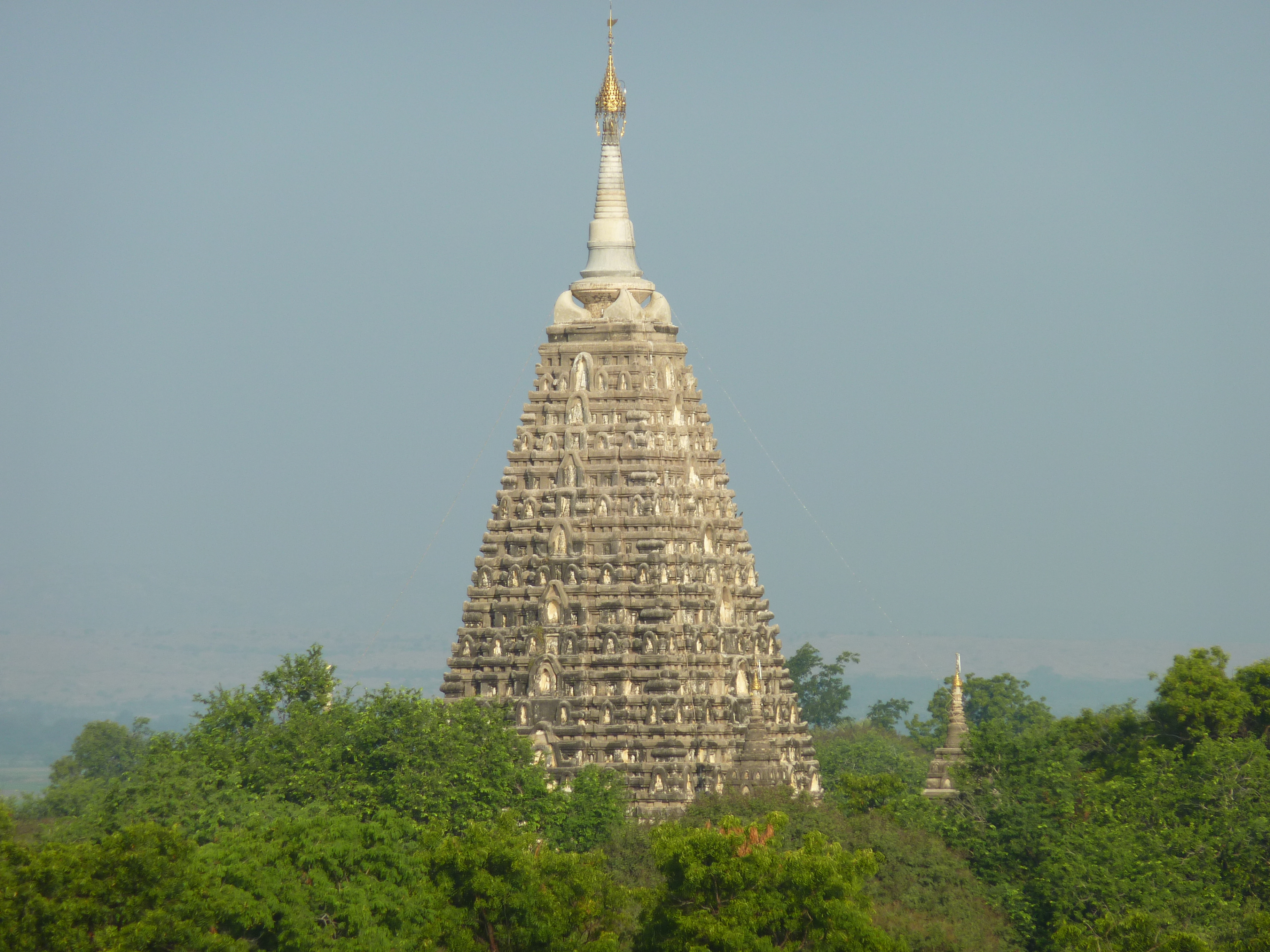
緬甸的摩訶菩提寺